# Apostolska nunciatura na Nizozemskem
Apostolska nunciatura na Nizozemskem je diplomatsko prestavništvo (veleposlaništvo) Svetega sedeža na Nizozemskem, ki ima sedež v Haagu.
Trenutni apostolski nuncij je François Robert Bacqué.

## Seznam apostolskih nuncijev
- Giovanni Tacci Porcelli (29. april 1911–8. december 1916)
- Cesare Orsenigo (23. junij 1922–2. junij 1925)
- Paolo Giobbe (12. avgust 1935–14. november 1959)
- Giuseppe Beltrami (31. januar 1959–22. julij 1967)
- Angelo Felici (22. julij 1967–13. maj 1976)
- John Gordon (1976–1978)
- Bruno Wüstenberg (17. januar 1979–31. maj 1984)
- Edward Idris Cassidy (6. november 1984–23. marec 1988)
- Audrys Juozas Backis (5. avgust 1988–24. december 1991)
- Henri Lemaître (28. marec 1992–8. februar 1997)
- Angelo Acerbi (8. februar 1997–27. februar 2001)
- François Robert Bacqué (27. februar 2001–danes)